# Harpon Bay
Die Harpon Bay ist eine kleine Bucht an der Nordküste Südgeorgiens. Sie liegt unmittelbar östlich der Mercer Bay im südlichen Teil der Cumberland West Bay.
Kartiert wurde sie erstmals bei der Schwedischen Antarktisexpedition (1901–1903) unter der Leitung Otto Nordenskjölds. Der South Georgia Survey nahm zwischen 1951 und 1957 eine Vermessung der Bucht vor. Das UK Antarctic Place-Names Committee benannte sie 1958 nach dem Frachtschiff Harpon, das seit 1922 für die von Carl Anton Larsen gegründete Fischfanggesellschaft Compañía Argentina de Pesca in Grytviken eingesetzt wurde.